# Parasimplesita
La parasimplesita es un mineral, arseniato de hierro hidratado, dimorfo de la simplesita, que pertenece al grupo de la vivianita. Fue descrito a partir de ejemplares obtenidos en la mina Kiura, Saiki, prefectura de Oita, Japón, que consecuentemente es su localidad tipo. El nombre deriva del de su dimorfo triclínico, la simplesita.

## Propiedades físicas y químicas
La parasimplesita es el análogo con hierro ferroso de la eritrina y de la köttigita. Con esta última forma soluciones sólidas, por lo que  es frecuente la presencia de zinc substituyendo al hierro. Se encuentra como cristales aciculares o prismáticos aplanados, generalmente dispuestos en forma radial o como esférulas. El color va desde el azul claro al azul muy oscuro, con ligeros tintes verdosos.

## Yacimientos
La parasimplesita es un mineral relativamente raro, que se ha encontrado en alrededor de un centenar de localidades. Se forma por alteración de arseniuros de hierro, como arsenopirita y especialmente de löllingita. En la mina Ojuela, en Mapimi (México) se han encontrado ejemplares con composiciones entre los extremos de la serie köttigita - parasimplesita, con uno u otro como dominante, o incluso como zonados con distinto término dominante en el mismo cristal. Aparece como agrupaciones de cristales que pueden alcanzar tamaños de varios centímetros, aunque los de buena calidad y morfología bien definida raramente sobrepasan el centímetro. En España se ha encontrado, entre otros lugares, en la mina de Carlés, Salas (Asturias), y en la mina Alcantarilla, en Belalcázar (Córdoba).